# 지선버스

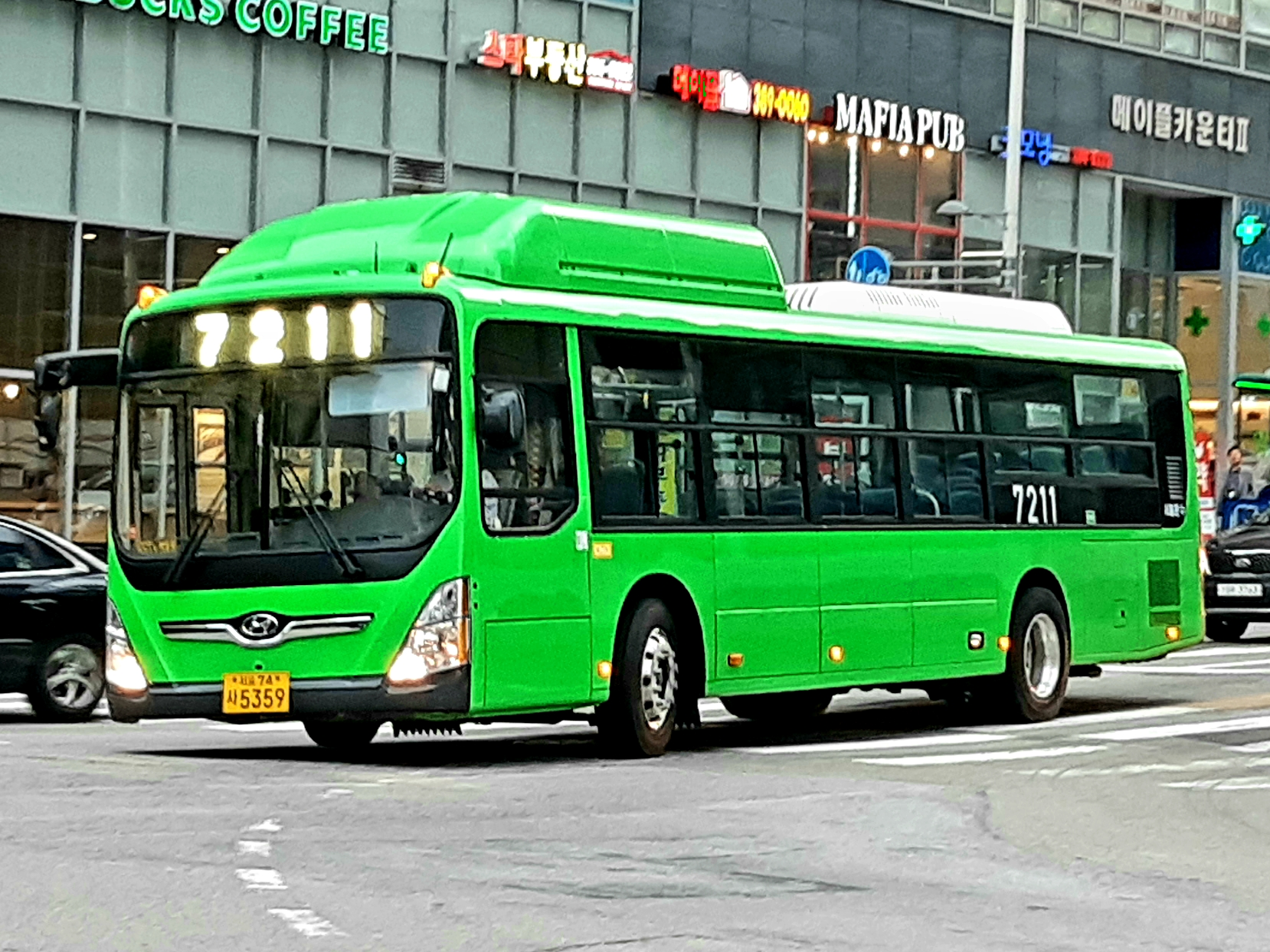
서울특별시의 지선버스

지선버스는 간선버스와는 달리 원거리를 운행하지 않으며, 간선버스의 역할을 보완하고 특정 지역 내에서의 이동성을 확보하기 위하여 운행하는 버스 노선의 형태이다.

## 지역별 특성

### 서울특별시
간선버스하고 전철역 구간을 연계할 목적으로 2004년 7월 1일부터 간선, 광역, 순환버스, 그리고 환승 시스템하고 함께 도입되었으며, 초록색으로 칠해져 있어 '그린버스'라고도 불린다(서울특별시의 지선버스 요금은 2가지 형태로 나뉘어있음).
- 일반 지선버스 : 가장 일반적인 형태로 간선버스하고 마찬가지로 도시형버스로 운행하며, 간선버스하고는 달리 평균적으로 굴곡이 많은데다 노선의 길이도 짧다(요금은 간선버스하고 비슷). 번호 체계는 네 자릿수로 출발지(첫 번째), 종점(두 번째), 일련번호(세 번째하고 네 번째)로 되어있어서 번호 체계가 좀 복잡한 편이다. 일부 지선버스 노선은 경기도에서 출발하는 경우도 있으며, 2020년 현재 210여 개 노선이 운행 중에 있다.
- 차등 지선버스 : 일반 지선버스하고 마찬가지로 번호는 네 자릿수로 이루어져 있다. 요금이 일반 지선버스에 비해 저렴하고, 보통 10km 이내의 초단거리를 운행하며, 현대 그린시티나 자일대우 BS090 같은 중형차량이 주로 들어간다. 삼익아파트하고 구로디지털단지역을 오고가는 범일운수에서 운행하는 5621번이 대표적으로, 이 노선의 운행 거리는 왕복 6.5km 정도에 불과하다.

### 인천광역시

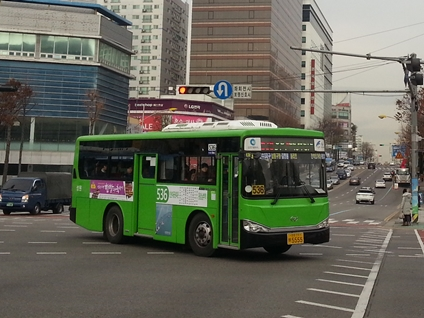
인천광역시 536번 버스

500번대(533, 534번 제외), 700번대(한정면허) 단위의 노선을 말한다. 서울특별시와 같은 초록색 버스이며, 환승시에는 거리비례제에 따라 간선버스와 같은 규칙이 적용된다. 과거에는 마을버스였으나 2001년 2월 1일에 시내버스로 전환되었다. 간선과 지선의 요금이 동일한 타 지역과는 달리 간선버스보다 요금이 저렴하다는 특징이 있다.
500번대의 둘째 자리는 구의 번호이다.(동구 500~510, 남구 511~521, 연수구 522~529, 남동구 531~540, 부평구 551~586(530번도 있다.), 계양구 587~590, 서구 591~596) 일부 노선에서는 저상버스가 지선버스로 운행된다.(신흥교통 517번, 성원운수 537번)

### 대구광역시
대구광역시에서는 2006년 개편 이전에도 마을버스를 잠시 운영했으나, 별로 좋은 반응을 보여 주지 못하자 개편 때 일반버스로 통합하였다. 이 때 일부 오지 지역으로 다니는 노선들도 분리하였다. 따라서 대구광역시의 지선버스는 서울특별시의 마을버스, 대전광역시의 외곽노선버스와 같은 역할을 한다. 동구1번, 수성1번과 같은 지역별 이름과 일련번호를 붙여 운영 중이며, 요금은 일반 간선버스와 동일하게 받고 있다. 다만 요즘은 한 지역만 운행하지 않고 여러 권역에 걸쳐서 운행하는 경우가 많아 북구에서 시내 및 동대구역을 거쳐 동구 반야월역으로 운행하는 북구3번같은 일부 노선은 간선 노선과 별반 차이가 없는 경우도 있다.

### 광주광역시
2006년 12월 21일 개편시 50번 이후부터의 번호체계를 적용하였다. 2007년 2월 8일부터 재개편에 들어가면서 지선노선 일부가 간선버스로 변경되고 간선노선 일부가 지선버스로 변경되어서 지금까지 유지되고 있다. 요금은 1400원이며 학생할인이 되지만 시계외노선은 광주광역시 경계를 벗어나면 시계외요금을 적용한다.

### 세종특별자치시
간선과 급행을 제외한 모든 노선을 운행하는 버스이다. 전광판에 초록색으로 지선 + 운행노선번호 형식으로 표출된다.

### 울산광역시
울산의 시내버스는 기·종점이 다양하지 않고, 차고지 위주로 거의 구성이 되어있다. 다니는 길도 큰길 위주로 다녀 시내버스간 노선의 중복이 매우 심하며, 버스가 닿지 않는 곳도 매우 많다. 이를 보완해 주는 것이 바로 지선버스인데, 울산의 지선버스 개념은 한 구·군의 마을과 마을을 연결해주는 버스이다. 번호로는 900번대가 부여되며, 각 구·군마다 두 번째자리 번호가 따로 부여된다. 중구는 910번 단위, 남구는 920번 단위, 동구는 930번 단위, 북구는 940번 단위, 울주군은 950번 단위가 부여된다.

### 경상남도

#### 창원시
간선버스와 마찬가지로 주로 시가지를 이어주는 역할을 하고 있다.(통합 전에는 하나의 도시 내부에서 각 중요거점을 이어주는 역할로서 마산시내의 남북 노선, 창원시내의 시내 순환노선이 있었다.) 번호로는 200번(창원, 마산), 300번(진해) 단위가 부여되고 입석형 시내버스가 투입되며, 대표 안내 색상은 녹색이다. 버스 정류장의 표지판 안내 등에서는 간선 일반, 읍면노선과 더불어 '일반' 범주에 포함되며, 요금 또한 교통카드 사용시 성인기준 1500원으로 간선 일반노선과 요금이 동일하다.

### 전라남도

#### 목포시
2007년 3월 1일 개편시 기존의 노란색(황색)으로 현행 유지된 상태에서 운행한다.
노선은 6번, 9번( 공식적으론 간선노선 이지만 노선선형으로만 봐선 지선이다. ), 10번, 20번, 60번, 108번, 112번, 130번(외곽연계)이 있다.

#### 나주시
2016년 6월 1일 개편시 종전의 100번대 ~ 700번대 노선을 운행하고 있다. 대신 광주광역시방면 노선은 999번으로 변경되었다. 나주교통에서 단독운행.